# Hoy (Ecuador)
Hoy fue un diario matutino de Ecuador que se publicó de forma ininterrumpida desde 1982 hasta el año 2014. Su matriz principal se encontraba en la ciudad de Quito, se editaba simultáneamente en Quito y Guayaquil. Fue fundado el 7 de junio de 1982. Hoy suspendió su edición impresa el 29 de junio de 2014 y el 26 de agosto de 2014 la Superintendencia de Compañías cerró de forma definitiva a la empresa por incurrir en causal de disolución.
Contó con las secciones Información General, Política, Economía, Comunidad, Judiciales, Cultura, Sociedad, Deportes, Entretenimiento y su semanario de investigación Blanco y Negro.
Otros productos impresos por Edimprés S.A. fueron el Metrohoy primer diario gratuito del país que circula en las paradas, andenes y estaciones del Trolebús de Quito) y Metroquil (primer diario gratuito del país que circula en las paradas, andenes y estaciones del Metrovía de Guayaquil), el tabloide "Popular", especializado en farándula y deportes ecuatorianos, la edición internacional en inglés del periódico estadounidense Miami Herald y la revista Newsweek en Español.
Parte del Grupo Hoy fueron Hoy TV Canal 21 UHF, HOY La Radio 97.3 FM, Radio Clásica 1110 AM Digital, Fundación HOY en la Educación, Edimpres, Edisatélite, EXPLORED,  la base de datos más completa del país, Sistemas Guía S.A. y Publiquil S.A. dedicadas al desarrollo de la información y comunicación.

## Historia
HOY presentó su primera edición al público de Ecuador el 7 de junio de 1982. El primer diario del país impreso a todo color, con diseño modular y elaborado electrónicamente. Fue miembro de la Asociación Ecuatoriana de Editores de Periódicos (AEDEP), de la Sociedad Interamericana de Prensa (SIP), de Periódicos Asociados Latinoamericanos (PAL) y de WAN.
Desde marzo de 1992 se editó simultáneamente en Quito y en Guayaquil, las dos principales ciudades del país, y circuló en todo el territorio. HOY fue el tercer diario de circulación nacional. Su estudio de lectoría y mercado se encuentra completo en Perfil de Lectores. HOY fue el primer diario en la red de internet en América, 1989 (Le Monde, estudio de Internet en América Latina)[cita requerida].
El 24 de noviembre de 1995 se circuló la colección de los Discos Compactos de Los CD´s de HOY inicialmente con el diario Hoy, que fue el pionero en acercar a sus lectores a la música nacional, música extranjera, música clásica, música popular, música tropical, música urbana, música folkrórica, música ranchera, música latina, música sacra, rock, jazz, blues, bolero, música romántica, música rockolera, música retro, música del recuerdo, música de moda y los demás géneros musicales con el CD todas las semanas a precios cómodos en sucres, que costaba en aquella época hasta que dejó de circular con aquel periódico en 1999 a consecuencia de la crisis económica, bancaria y financiera de ese año en la época del gobierno de Jamil Mahuad.[cita requerida]
El cierre de actividades en el año 2014 se dio, según su director y mayor accionista, Jaime Mantilla Anderson, como consecuencia de las “limitaciones en la inversión en medios de comunicación como manda la Ley de Comunicación y la prohibición de la publicidad en diario Hoy por parte de la Secretaría de Comunicación”. El gobierno de Rafael Correa negó que el cierre de Hoy fue por influencia gubernamental, la Ley de Comunicación o la disminución de publicidad oficial.